# دیوماهی شبح‌وار
دیوماهی شبح‌وار (نام علمی: Haplophryne mollis) نام یک گونه از قلابچه‌ماهیها از تیره چپ‌روزنگان است. دیوماهی شبح‌وار تنها گونه در سرده شبح‌وارها (Haplophryne) است.
دیوماهی شبح‌وار، پایین‌تر از عمق ۲۲۵۰ متر، در محدوده‌های ژرف و نیمه‌ژرف دریا در آب‌های گرمسیری و نیمه‌گرمسیری دیده می‌شود.
ماده‌های این گونه بسیار بزرگ‌تر از نرها هستند. حداکثر طول این ماهی‌ها به ۱۶ سانتی‌متر می‌رسد اما ۸ سانتی‌متر طول رایج‌تری است.